# Хюз (окръг, Южна Дакота)
Хюз (на английски: Hughes) е окръг в щата Южна Дакота, САЩ. Окръженият център на окръг Хюз е Пиер. Окръг Хюз е с население от 17 666 жители (2017) и обща площ от 2073 км² (800 мили²).

## Градове и градчета
- Блънт
- Пиер
- Харълд